# Convocazioni al campionato europeo femminile under 19 di pallavolo 2016
Elenco delle giocatrici convocate per il campionato europeo under 19 2016.

## Belgio
| N° | Nome               | Ruolo | Data di nascita  | Squadra            |
| -- | ------------------ | ----- | ---------------- | ------------------ |
| -  | Fien Callens       | All   | 14 febbraio 1986 | -                  |
| 2  | Silke Van Avermaet | C     | 2 giugno 1999    | Asteríx Kieldrecht |
| 3  | Charlotte Coppin   | P     | 1º dicembre 1998 | -                  |
| 5  | Janne Devos        | S     | 25 maggio 1999   | -                  |
| 6  | Laure Flament      | S     | 18 giugno 1998   | VDK Gent           |
| 10 | Elien Peeters      | C     | 26 aprile 1999   | -                  |
| 11 | Manon Stragier     | S     | 12 marzo 1999    | Asteríx Kieldrecht |
| 12 | Hanne Coppens      | C     | 7 maggio 1998    | -                  |
| 14 | Anna Valkenborg    | L     | 4 gennaio 1998   | -                  |
| 15 | Yasmine Vleminckx  | S     | 24 gennaio 1999  | -                  |
| 16 | Lotte De Quick     | P     | 11 gennaio 1998  | -                  |
| 17 | Justine D'Hondt    | S     | 8 luglio 1999    | -                  |
| 18 | Britt Rampelberg   | L     | 5 giugno 2000    | -                  |

## Bielorussia
| N° | Nome                  | Ruolo | Data di nascita   | Squadra  |
| -- | --------------------- | ----- | ----------------- | -------- |
| -  | Natal'ja Meljanjuk    | All   | 28 dicembre 1969  | -        |
| 2  | Anna Knjazeva         | P     | 30 marzo 2000     | -        |
| 3  | Julia Getmanchuk      | L     | 25 agosto 1999    | -        |
| 4  | Julija Kisljuk        | C     | 18 gennaio 2000   | -        |
| 5  | Darya Bulakh          | P     | 27 gennaio 1998   | -        |
| 6  | Vera Kostjučik        | S/O   | 27 settembre 2000 | -        |
| 8  | Julija Minjuk         | C     | 23 maggio 2000    | -        |
| 9  | Hanna Pashkevich      | L     | 22 giugno 1999    | -        |
| 12 | Alina Ehorova         | S     | 3 novembre 2000   | -        |
| 13 | Hanna Klimec          | O     | 4 marzo 1998      | Uraločka |
| 14 | Hanna Hryškevič       | S     | 8 febbraio 2000   | Minčanka |
| 15 | Uladzislava Prasolava | C     | 12 febbraio 1999  | -        |
| 16 | Tat'jana Cholod       | S     | 26 maggio 2000    | -        |

## Bulgaria
| N° | Nome                | Ruolo | Data di nascita  | Squadra |
| -- | ------------------- | ----- | ---------------- | ------- |
| -  | Dimo Tonev          | All   | 2 luglio 1964    | -       |
| 1  | Ani Bozdeva         | S     | 30 gennaio 1999  | -       |
| 3  | Radostina Marinova  | C     | 2 ottobre 1998   | -       |
| 4  | Kathryn Dimitrova   | S/O   | 27 novembre 1999 | -       |
| 5  | Aleksandra Milanova | S     | 4 luglio 2001    | -       |
| 7  | Monika Krăsteva     | S     | 9 maggio 1999    | -       |
| 9  | Naina Ivanova       | S     | 23 febbraio 1998 | -       |
| 10 | Polina Nejkova      | P     | 7 ottobre 1998   | -       |
| 11 | Vasilena Papanova   | P     | 2 febbraio 1999  | -       |
| 12 | Velina Minkova      | L     | 2 marzo 1998     | -       |
| 14 | Denica Dimitrova    | C     | 23 marzo 1999    | -       |
| 19 | Emileta Račeva      | C     | 26 novembre 1998 | -       |
| 21 | Elena Bečeva        | S     | 30 maggio 1998   | -       |

## Croazia
| N° | Nome                 | Ruolo | Data di nascita   | Squadra        |
| -- | -------------------- | ----- | ----------------- | -------------- |
| -  | Marija Anzulović     | All   | 31 ottobre 1968   | -              |
| 1  | Ana Matić            | L     | 8 settembre 2000  | -              |
| 2  | Katarina Pavičić     | S     | 17 maggio 1999    | -              |
| 3  | Nelli Ćopić          | P     | 6 maggio 1998     | -              |
| 5  | Ivona Josipović      | P     | 15 maggio 1998    | HAOK Mladost   |
| 7  | Valentina Duspara    | S     | 6 marzo 1998      | Poreč          |
| 8  | Amanda Gaši          | L     | 13 maggio 1998    | -              |
| 9  | Lea Cvetnić          | S     | 2 febbraio 1999   | HAOK Mladost   |
| 10 | Zrinka Lada          | S     | 2 maggio 1999     | -              |
| 11 | Astrid Popić         | C     | 24 luglio 1998    | -              |
| 12 | Bruna Ana Vranković  | S     | 26 luglio 1998    | Marina Kaštela |
| 13 | Ema Strunjak         | C     | 24 settembre 1999 | HAOK Mladost   |
| 14 | Tea Kačić-Bartulović | C     | 21 marzo 1999     | -              |

## Francia
| N° | Nome                  | Ruolo | Data di nascita  | Squadra             |
| -- | --------------------- | ----- | ---------------- | ------------------- |
| -  | Philippe-Marie Salvan | All   | 17 maggio 1965   | -                   |
| 1  | Ludivine Casali       | L     | 6 novembre 1998  | RC Cannes           |
| 2  | Mahe Mauriat          | P     | 23 maggio 2000   | Saint-Raphaël       |
| 4  | Lisa Jeanpierre       | S     | 28 luglio 1999   | Kingersheim         |
| 5  | Adeline Aubry         | P     | 16 dicembre 1998 | RC Cannes           |
| 7  | Scherine Dahoué       | S     | 9 ottobre 1999   | RC Cannes           |
| 8  | Chloé Once            | L     | 30 marzo 1998    | Béziers             |
| 9  | Volley Beziers        | S     | 27 febbraio 1999 | Béziers             |
| 10 | Solenn Fabien         | S     | 6 giugno 1998    | Neuchâtel           |
| 11 | Bruna Pezelj          | S     | 15 gennaio 1999  | Monaco              |
| 13 | Katia Tetuanui        | C     | 3 novembre 1998  | Nantes              |
| 15 | Eva-Brooklyn Elouga   | C     | 14 ottobre 1999  | Limeil-Brévannes VB |
| 18 | Amandha Sylves        | C     | 29 dicembre 2000 | Saint-Raphaël       |

## Germania
| N° | Nome              | Ruolo | Data di nascita  | Squadra         |
| -- | ----------------- | ----- | ---------------- | --------------- |
| -  | Jan Lindenmair    | All   | 22 novembre 1978 | Olympia Berlino |
| 1  | Vanessa Agbortabi | S     | 4 dicembre 1998  | Olympia Berlino |
| 2  | Pia Kästner       | P     | 29 giugno 1998   | Olympia Berlino |
| 4  | Gina Köppen       | S     | 4 dicembre 1998  | Schweriner      |
| 5  | Sabrina Krause    | C     | 18 dicembre 1998 | Schweriner      |
| 6  | Sophie Dreblow    | L     | 9 luglio 1998    | Olympia Berlino |
| 7  | Pia Leweling      | S     | 4 gennaio 1998   | Münster         |
| 8  | Sindy Lenz        | S     | 3 ottobre 1998   | Olympia Berlino |
| 9  | Luise Klein       | P     | 15 gennaio 1999  | -               |
| 11 | Merle Weidt       | C     | 20 luglio 1999   | Olympia Berlino |
| 12 | Hanna Orthmann    | S     | 3 ottobre 1998   | Münster         |
| 14 | Elisa Lohmann     | S     | 22 luglio 1991   | Schweriner      |
| 18 | Camilla Weitzel   | C     | 11 giugno 2000   | -               |

## Italia
| N° | Nome              | Ruolo | Data di nascita   | Squadra      |
| -- | ----------------- | ----- | ----------------- | ------------ |
| -  | Luca Cristofani   | All   | 8 agosto 1969     | -            |
| 1  | Jennifer Boldini  | P     | 6 aprile 1999     | Bergamo      |
| 2  | Giulia Bartesaghi | S     | 5 settembre 1998  | AGIL         |
| 3  | Rachele Morello   | P     | 7 novembre 2000   | Lilliput     |
| 5  | Marina Lubian     | C     | 11 aprile 2000    | Lilliput     |
| 6  | Giorgia Zannoni   | L     | 11 febbraio 1998  | AGIL         |
| 8  | Claudia Provaroni | S     | 14 maggio 1998    | Volleyrò     |
| 10 | Alice Pamio       | S     | 15 gennaio 1998   | Volleyrò     |
| 11 | Giulia Mancini    | C     | 23 maggio 1998    | Volleyrò     |
| 12 | Alessia Mazzaro   | C     | 19 settembre 1998 | Pro Victoria |
| 13 | Giulia Melli      | S     | 8 gennaio 1998    | Volleyrò     |
| 15 | Sylvia Nwakalor   | S     | 12 agosto 1999    | Volleyrò     |
| 17 | Elena Pietrini    | S/O   | 17 marzo 2000     | Volleyrò     |

## Russia
| N° | Nome                     | Ruolo | Data di nascita  | Squadra          |
| -- | ------------------------ | ----- | ---------------- | ---------------- |
| -  | Svetlana Safranova       | All   | 26 ottobre 1960  | -                |
| 1  | Angelina Lazarenko       | C     | 13 aprile 1998   | Zareč'e Odincovo |
| 3  | Inna Balyko              | P     | 16 luglio 1998   | -                |
| 4  | Anna Kotikova            | S/O   | 13 ottobre 1999  | Dinamo-Kazan     |
| 5  | Anastasia Stalnaya       | S     | 6 gennaio 1998   | -                |
| 7  | Alina Podskal'naja       | P     | 9 giugno 1998    | -                |
| 8  | Aleksandra Oganezova     | L     | 12 maggio 1998   | -                |
| 9  | Ksenia Pligunova         | C     | 24 marzo 1998    | -                |
| 10 | Anastasiia Stankevichute | L     | 2 maggio 1998    | -                |
| 11 | Viktorija Russu          | S     | 16 febbraio 1999 | -                |
| 13 | Elizaveta Kotova         | C     | 31 maggio 1998   | -                |
| 15 | Marina Tushova           | S     | 21 novembre 1998 | Dinamo Krasnodar |
| 16 | Maria Vorobyeva          | S     | 24 febbraio 1998 | -                |

## Serbia
| N° | Nome                 | Ruolo | Data di nascita   | Squadra      |
| -- | -------------------- | ----- | ----------------- | ------------ |
| -  | Marijana Boričić     | All   | 26 giugno 1982    | -            |
| 2  | Katarina Lazović     | S     | 12 settembre 1989 | Vizura       |
| 4  | Ana Jakšić           | P     | 10 marzo 1998     | Stella Rossa |
| 5  | Tijana Milojević     | L     | 10 settembre 1998 | -            |
| 6  | Ljubica Milojević    | C     | 13 febbraio 1999  | -            |
| 7  | Jovana Kocić         | C     | 24 febbraio 1998  | Vizura       |
| 8  | Anastasija Sekulić   | S     | 31 luglio 1998    | Stella Rossa |
| 9  | Tamara Radmilović    | S/O   | 9 giugno 1999     | Stella Rossa |
| 10 | Anđela Veselinović   | P     | 5 febbraio 1999   | Vizura       |
| 12 | Vanja Bukilić        | C     | 13 giugno 1999    | Stella Rossa |
| 13 | Milica Šorak         | S     | 22 settembre 1998 | -            |
| 14 | Anja Ašonja          | S     | 4 ottobre 1999    | Stella Rossa |
| 20 | Jovana Mirosavljević | S     | 16 gennaio 2000   | -            |

## Slovacchia
| N° | Nome                 | Ruolo | Data di nascita  | Squadra   |
| -- | -------------------- | ----- | ---------------- | --------- |
| -  | Eva Koseková         | All   | -                | -         |
| 1  | Karolína Fričová     | S     | 29 aprile 2000   | -         |
| 2  | Zuzana Šepeľová      | S     | 24 novembre 1999 | -         |
| 3  | Martina Terenová     | S     | 6 marzo 1999     | -         |
| 6  | Monika Šimková       | S     | 21 giugno 1998   | -         |
| 7  | Michaela Španková    | L     | 1º agosto 1999   | COP Nitra |
| 9  | Petra Adamovičová    | C     | 14 marzo 1998    | -         |
| 11 | Karin Šunderliková   | S/O   | 17 luglio 1999   | -         |
| 12 | Dominika Ramajová    | P     | 3 ottobre 1999   | -         |
| 13 | Katarína Kormendyová | C     | 25 aprile 1999   | -         |
| 14 | Vanda Zimová         | S/O   | 14 giugno 1999   | -         |
| 15 | Lucia Sedláčková     | P     | 7 giugno 1999    | -         |
| 18 | Simona Cigániková    | C     | 3 settembre 1998 | -         |

## Turchia
| N° | Nome           | Ruolo | Data di nascita  | Squadra     |
| -- | -------------- | ----- | ---------------- | ----------- |
| -  | Onur Çarıkçı   | All   | -                | -           |
| 1  | Melisa Memiş   | L     | 27 gennaio 1998  | Arma Yaşam  |
| 2  | Tuğba Şenoğlu  | S     | 2 febbraio 1998  | VakıfBank   |
| 6  | Saliha Şahin   | S     | 5 novembre 1998  | Karayolları |
| 7  | Ezgi Akyaldız  | S     | 25 maggio 1998   | Karşıyaka   |
| 8  | Yasemin Güveli | C     | 5 gennaio 1999   | Eczacıbaşı  |
| 11 | Aslıhan Kılıç  | P     | 21 aprile 1998   | Numune      |
| 13 | Buket Gülübay  | P     | 28 febbraio 1999 | VakıfBank   |
| 14 | Çağla Erdem    | O     | 18 giugno 1998   | Eczacıbaşı  |
| 15 | Ayçin Akyol    | C     | 15 giugno 1999   | Karayolları |
| 16 | Yasemin Özel   | S     | 13 maggio 1998   | Karşıyaka   |
| 17 | Tutku Yüzgenç  | O     | 15 gennaio 1999  | Halkbank    |
| 18 | Zehra Güneş    | C     | 7 luglio 1999    | VakıfBank   |

## Ungheria
| N° | Nome               | Ruolo | Data di nascita   | Squadra |
| -- | ------------------ | ----- | ----------------- | ------- |
| -  | András Horváth     | All   | 1º settembre 1989 | Gödöllõ |
| 1  | Dalma Juhár        | L     | 14 ottobre 1999   | -       |
| 2  | Réka Szedmák       | C     | 8 settembre 2001  | -       |
| 3  | Panni Godó         | S     | 19 luglio 1998    | -       |
| 4  | Réka Kotormán      | P     | 25 febbraio 2000  | -       |
| 8  | Kata Török         | S     | 26 maggio 1998    | -       |
| 9  | Marija Cicic       | P     | 10 agosto 1999    | -       |
| 10 | Boglárka Radomszki | S     | 8 ottobre 1998    | Gödöllõ |
| 11 | Zsófi Kilyénfalvi  | C     | 24 giugno 1998    | -       |
| 12 | Anna Durst         | P     | 24 febbraio 1998  | Vasas   |
| 13 | Anett Németh       | S/O   | 13 dicembre 1999  | -       |
| 14 | Gréta Kiss         | S     | 6 maggio 1998     | -       |
| 15 | Zsófia Kalotai     | C     | 3 aprile 1998     | Gödöllõ |